# Bania (Saybuscher Beskiden)
Bania ist ein 1126 Meter hoher Berg in Polen in den Saybuscher Beskiden. Er befindet sich in dem Massiv Wielka Racza.
Der Gipfel liegt auf polnischem und slowakischem Staatsgebiet. 
Die Hänge sind bewachsenen. Auf dem Pass Przegibek befindet sich die Berghütte Przegibek-Hütte.

## Lage
Über den Berg verläuft die Europäische Hauptwasserscheide zwischen dem Schwarzen Meer (Donau) und der Ostsee (Weichsel). Auf den Berg führen mehrere Wanderwege, unter anderem der Beskiden-Hauptwanderweg.